# Llista d'asteroides/202401-202500
| Nom      | Designació provisional | Data de descobriment   | Lloc de descobriment | Descobridor/s       |
| -------- | ---------------------- | ---------------------- | -------------------- | ------------------- |
| 202401 - | 2005 JR69              | 7 de maig de 2005      | Kitt Peak            | Spacewatch          |
| 202402 - | 2005 JO108             | 10 de maig de 2005     | Bergisch Gladbach    | W. Bickel           |
| 202403 - | 2005 JB146             | 13 de maig de 2005     | Mount Lemmon         | Mount Lemmon Survey |
| 202404 - | 2005 KB1               | 16 de maig de 2005     | Kitt Peak            | Spacewatch          |
| 202405 - | 2005 LX6               | 1 de juny de 2005      | Kitt Peak            | Spacewatch          |
| 202406 - | 2005 LO14              | 5 de juny de 2005      | Kitt Peak            | Spacewatch          |
| 202407 - | 2005 LB23              | 8 de juny de 2005      | Kitt Peak            | Spacewatch          |
| 202408 - | 2005 LY45              | 13 de juny de 2005     | Kitt Peak            | Spacewatch          |
| 202409 - | 2005 MA2               | 24 de juny de 2005     | Palomar              | NEAT                |
| 202410 - | 2005 NP56              | 5 de juliol de 2005    | Kitt Peak            | Spacewatch          |
| 202411 - | 2005 RC                | 1 de setembre de 2005  | Socorro              | LINEAR              |
| 202412 - | 2005 SQ210             | 30 de setembre de 2005 | Palomar              | NEAT                |
| 202413 - | 2005 TZ183             | 1 d'octubre de 2005    | Mount Lemmon         | Mount Lemmon Survey |
| 202414 - | 2005 UV19              | 22 d'octubre de 2005   | Kitt Peak            | Spacewatch          |
| 202415 - | 2005 UJ24              | 23 d'octubre de 2005   | Kitt Peak            | Spacewatch          |
| 202416 - | 2005 UK95              | 22 d'octubre de 2005   | Kitt Peak            | Spacewatch          |
| 202417 - | 2005 UN175             | 24 d'octubre de 2005   | Kitt Peak            | Spacewatch          |
| 202418 - | 2005 UV179             | 24 d'octubre de 2005   | Kitt Peak            | Spacewatch          |
| 202419 - | 2005 UP251             | 23 d'octubre de 2005   | Catalina             | CSS                 |
| 202420 - | 2005 UO506             | 24 d'octubre de 2005   | Mauna Kea            | D. J. Tholen        |
| 202421 - | 2005 UQ513             | 21 d'octubre de 2005   | Palomar              | Palomar             |
| 202422 - | 2005 VU52              | 3 de novembre de 2005  | Mount Lemmon         | Mount Lemmon Survey |
| 202423 - | 2005 VV118             | 3 de novembre de 2005  | Socorro              | LINEAR              |
| 202424 - | 2005 WX63              | 25 de novembre de 2005 | Mount Lemmon         | Mount Lemmon Survey |
| 202425 - | 2005 WH112             | 30 de novembre de 2005 | Socorro              | LINEAR              |
| 202426 - | 2005 WP151             | 28 de novembre de 2005 | Kitt Peak            | Spacewatch          |
| 202427 - | 2005 WQ167             | 30 de novembre de 2005 | Kitt Peak            | Spacewatch          |
| 202428 - | 2005 WT175             | 30 de novembre de 2005 | Kitt Peak            | Spacewatch          |
| 202429 - | 2005 WD176             | 30 de novembre de 2005 | Kitt Peak            | Spacewatch          |
| 202430 - | 2005 WS183             | 28 de novembre de 2005 | Catalina             | CSS                 |
| 202431 - | 2005 WM186             | 29 de novembre de 2005 | Mount Lemmon         | Mount Lemmon Survey |
| 202432 - | 2005 WH193             | 28 de novembre de 2005 | Catalina             | CSS                 |
| 202433 - | 2005 WR207             | 25 de novembre de 2005 | Mount Lemmon         | Mount Lemmon Survey |
| 202434 - | 2005 XM2               | 1 de desembre de 2005  | Mount Lemmon         | Mount Lemmon Survey |
| 202435 - | 2005 XH8               | 1 de desembre de 2005  | Palomar              | NEAT                |
| 202436 - | 2005 XU15              | 1 de desembre de 2005  | Mount Lemmon         | Mount Lemmon Survey |
| 202437 - | 2005 XF53              | 4 de desembre de 2005  | Kitt Peak            | Spacewatch          |
| 202438 - | 2005 XU79              | 5 de desembre de 2005  | Kitt Peak            | Spacewatch          |
| 202439 - | 2005 XC82              | 8 de desembre de 2005  | Kitt Peak            | Spacewatch          |
| 202440 - | 2005 YG16              | 22 de desembre de 2005 | Kitt Peak            | Spacewatch          |
| 202441 - | 2005 YZ29              | 25 de desembre de 2005 | Kitt Peak            | Spacewatch          |
| 202442 - | 2005 YM45              | 25 de desembre de 2005 | Kitt Peak            | Spacewatch          |
| 202443 - | 2005 YE58              | 24 de desembre de 2005 | Kitt Peak            | Spacewatch          |
| 202444 - | 2005 YM64              | 24 de desembre de 2005 | Kitt Peak            | Spacewatch          |
| 202445 - | 2005 YN82              | 24 de desembre de 2005 | Kitt Peak            | Spacewatch          |
| 202446 - | 2005 YQ91              | 26 de desembre de 2005 | Mount Lemmon         | Mount Lemmon Survey |
| 202447 - | 2005 YZ98              | 28 de desembre de 2005 | Kitt Peak            | Spacewatch          |
| 202448 - | 2005 YJ108             | 25 de desembre de 2005 | Kitt Peak            | Spacewatch          |
| 202449 - | 2005 YP116             | 25 de desembre de 2005 | Kitt Peak            | Spacewatch          |
| 202450 - | 2005 YR126             | 26 de desembre de 2005 | Kitt Peak            | Spacewatch          |
| 202451 - | 2005 YU139             | 28 de desembre de 2005 | Catalina             | CSS                 |
| 202452 - | 2005 YA152             | 26 de desembre de 2005 | Mount Lemmon         | Mount Lemmon Survey |
| 202453 - | 2005 YE155             | 29 de desembre de 2005 | Kitt Peak            | Spacewatch          |
| 202454 - | 2005 YX173             | 25 de desembre de 2005 | Catalina             | CSS                 |
| 202455 - | 2005 YF192             | 30 de desembre de 2005 | Kitt Peak            | Spacewatch          |
| 202456 - | 2005 YW192             | 30 de desembre de 2005 | Kitt Peak            | Spacewatch          |
| 202457 - | 2005 YO202             | 25 de desembre de 2005 | Kitt Peak            | Spacewatch          |
| 202458 - | 2005 YU266             | 25 de desembre de 2005 | Kitt Peak            | Spacewatch          |
| 202459 - | 2005 YC271             | 28 de desembre de 2005 | Mount Lemmon         | Mount Lemmon Survey |
| 202460 - | 2005 YG280             | 25 de desembre de 2005 | Mount Lemmon         | Mount Lemmon Survey |
| 202461 - | 2005 YY286             | 25 de desembre de 2005 | Catalina             | CSS                 |
| 202462 - | 2006 AP13              | 5 de gener de 2006     | Mount Lemmon         | Mount Lemmon Survey |
| 202463 - | 2006 AZ13              | 5 de gener de 2006     | Mount Lemmon         | Mount Lemmon Survey |
| 202464 - | 2006 AT15              | 2 de gener de 2006     | Mount Lemmon         | Mount Lemmon Survey |
| 202465 - | 2006 AR18              | 5 de gener de 2006     | Kitt Peak            | Spacewatch          |
| 202466 - | 2006 AP20              | 5 de gener de 2006     | Catalina             | CSS                 |
| 202467 - | 2006 AP23              | 4 de gener de 2006     | Kitt Peak            | Spacewatch          |
| 202468 - | 2006 AT27              | 5 de gener de 2006     | Kitt Peak            | Spacewatch          |
| 202469 - | 2006 AQ30              | 4 de gener de 2006     | Kitt Peak            | Spacewatch          |
| 202470 - | 2006 AS31              | 5 de gener de 2006     | Catalina             | CSS                 |
| 202471 - | 2006 AQ38              | 7 de gener de 2006     | Kitt Peak            | Spacewatch          |
| 202472 - | 2006 AL42              | 6 de gener de 2006     | Mount Lemmon         | Mount Lemmon Survey |
| 202473 - | 2006 AQ55              | 6 de gener de 2006     | Kitt Peak            | Spacewatch          |
| 202474 - | 2006 AO70              | 6 de gener de 2006     | Kitt Peak            | Spacewatch          |
| 202475 - | 2006 AZ70              | 6 de gener de 2006     | Kitt Peak            | Spacewatch          |
| 202476 - | 2006 AM73              | 8 de gener de 2006     | Mount Lemmon         | Mount Lemmon Survey |
| 202477 - | 2006 AX93              | 7 de gener de 2006     | Mount Lemmon         | Mount Lemmon Survey |
| 202478 - | 2006 BD2               | 20 de gener de 2006    | Kitt Peak            | Spacewatch          |
| 202479 - | 2006 BH4               | 21 de gener de 2006    | Kitt Peak            | Spacewatch          |
| 202480 - | 2006 BR5               | 21 de gener de 2006    | Mount Lemmon         | Mount Lemmon Survey |
| 202481 - | 2006 BR6               | 20 de gener de 2006    | Kitt Peak            | Spacewatch          |
| 202482 - | 2006 BG11              | 20 de gener de 2006    | Kitt Peak            | Spacewatch          |
| 202483 - | 2006 BN25              | 23 de gener de 2006    | Mount Lemmon         | Mount Lemmon Survey |
| 202484 - | 2006 BQ33              | 21 de gener de 2006    | Kitt Peak            | Spacewatch          |
| 202485 - | 2006 BQ40              | 21 de gener de 2006    | Kitt Peak            | Spacewatch          |
| 202486 - | 2006 BU46              | 23 de gener de 2006    | Mount Lemmon         | Mount Lemmon Survey |
| 202487 - | 2006 BF50              | 25 de gener de 2006    | Kitt Peak            | Spacewatch          |
| 202488 - | 2006 BK50              | 25 de gener de 2006    | Kitt Peak            | Spacewatch          |
| 202489 - | 2006 BQ51              | 25 de gener de 2006    | Kitt Peak            | Spacewatch          |
| 202490 - | 2006 BL60              | 26 de gener de 2006    | Kitt Peak            | Spacewatch          |
| 202491 - | 2006 BC62              | 22 de gener de 2006    | Catalina             | CSS                 |
| 202492 - | 2006 BG65              | 22 de gener de 2006    | Mount Lemmon         | Mount Lemmon Survey |
| 202493 - | 2006 BV70              | 23 de gener de 2006    | Kitt Peak            | Spacewatch          |
| 202494 - | 2006 BD85              | 25 de gener de 2006    | Kitt Peak            | Spacewatch          |
| 202495 - | 2006 BB86              | 25 de gener de 2006    | Kitt Peak            | Spacewatch          |
| 202496 - | 2006 BW91              | 26 de gener de 2006    | Kitt Peak            | Spacewatch          |
| 202497 - | 2006 BE125             | 26 de gener de 2006    | Kitt Peak            | Spacewatch          |
| 202498 - | 2006 BX132             | 26 de gener de 2006    | Kitt Peak            | Spacewatch          |
| 202499 - | 2006 BS135             | 27 de gener de 2006    | Mount Lemmon         | Mount Lemmon Survey |
| 202500 - | 2006 BA140             | 21 de gener de 2006    | Kitt Peak            | Spacewatch          |